# Хендрикс, Марк
Марк Хендрикс (нидерл. Marc Hendrikx; родился 2 июля 1974 года в Хамонт-Ахеле, Бельгия) — бельгийский футболист, известный по выступлениям за «Генк», «Андерлехт» и сборную Бельгии. Участник чемпионата Европы 2000.

## Клубная карьера
Хендрикс воспитанник клуба «Ломмел Юнайтед». На фоне сверстников он выделялся своими скоростными качествами и в 1992 году был включен в заявку основной команды на участие в чемпионате. В возрасте 18 лет Марк дебютировал за клуб. После того, как тренером был назначен Пьер Беркс Хендрикс стал получать больше игрового времени. За команду Марк провел более 100 матчей.
В 1997 году он перешёл в «Генк». В первом же сезоне Хендрикс завоевал место в основе и помог команде завоевать кубок Бельгии. Хорошо взаимодействуя с Бранко Струпаром и Сулеманом Оларе он помог «Генку» выиграть чемпионат в сезоне 1998/1999.
В 2001 году Марк за 1,75 млн евро перешёл в «Андерлехт». В столичном клубе он должен был заменить Барта Гора. Несмотря на жесткую конкуренцию с Алином Стойкой, Вальтером Басседжо и Ивом Вандерхаге, Марк провел почти все матче в своем дебютном сезоне. После смены тренера Хендрикс стал меньше попадать в состав. В 2004 году он во второй раз выиграл Жюпиле Лигу.
Следующие два сезона Хендрикс провел в «Локерене» и «Беерсхоте», не всегда получая игровую практику. В 2006 году он принял приглашение клуба «Сент-Трюйден». Несмотря на постоянную борьбу за выживание, в команде Марк стабильно получал игровую практику. По окончании сезона клуб вылетел во второй дивизион, но уже через сезон вновь вернулись в Жюпиле Лигу.
В 2009 Хендрикс перешёл в команду второго дивизиона «Эйпен», которой он помог выйти в высший дивизион. В сезоне 2010/2011 команда вылетела обратно, после чего Марк принял решение о завершении карьеры.

## Международная карьера
В 1999 году Хендрикс дебютировал за сборную Бельгии.
В 2000 году он принял участие в домашнем чемпионате Европы. На турнире Вандерхаге сыграл в поединках против Турции и Италии.
За национальную команду Марк сыграл 15 матчей.

## Достижения
Командные
 «Генк»
- Чемпионат Бельгии по футболу — 1998/1999
- Обладатель Кубка Бельгии — 1998
- Обладатель Кубка Бельгии — 2000

 «Андерлехт»
- Чемпионат Бельгии по футболу — 2003/2004
- Обладатель Суперкубка Бельгии — 2001